# 战国时期
戰國時期（前475年/前403年—前221年），亦稱戰國時代，簡稱戰國，是中国历史上的一段时期。戰國的起始年份说法不一，一般有周元王元年（公元前475年）、周定王十六年（前453年）或周威烈王二十三年（前403年）這三種說法為較多史家採用。戰國時代結束於秦始皇二十六年（前221年）秦統一中原。後世史家劃分東周前半為春秋時代，後半為戰國時代：東周在周赧王五十九年（前256年）已被秦國所滅亡，所以東周不完全包括戰國時代。戰國時期各諸侯國混戰不休，故後世稱之為「戰國」，「戰國」一名取自於西漢劉向所編注的《戰國策》。周顯王三十五年（前334年）徐州相王、四十六年（前323年）五國相王後各大諸侯紛紛僭越稱王（吳、越、楚三國早在春秋時代已稱王），周天子權威進一步受損。戰國時代，政治、經濟、文化、科技大規模變革，例如郡縣制度、私田制、廣泛應用鐵器和貴族因亡國變為平民而傳播知識。各國為獲取土地、財富、人口不斷開展兼併戰爭，促使這個從春秋時期開始便戰爭頻仍的土地逐漸走向新時代，塑造了大一統的中央集權國家「車同軌，書同文，行同倫」的雛形。戰國承春秋時代的亂世，啟帝秦發端，中續百家爭鳴，各國相繼圖強而舉國變法，湧現了大量名將爭鋒和名士縱橫捭闔之典故，為後世傳誦。

## 歷史
战国是中国历史上一个重要的历史时期，明末清初大儒王夫之称其为“古今一大變革之會”。日本学者通常认为，春秋時代諸侯演變為戰國七雄，是「都市國家」向「領土國家」的發展。領土國家統一起來，就形成古代帝國秦朝以及後來的漢朝。中華人民共和國成立後，馬克思主義歷史学者从“五种社会形态”演变的角度出发，认为从春秋时期到战国时期的转变是中国的社会形态由奴隶社会进入封建社会的转变。1990年代以后，部分中国大陆学者不再使用“五种生产方式”的框架，对于进入战国的历史意义的看法也日益多元化。总体而言，杨宽在《战国史》中的研究为学者广泛认同，他的看法具有代表性。他认为，战国是一个“关键性的重大变革与发展时期”、“连年进行合纵连横的兼并战争时期”、“从分裂割据趋向统一的时期”、“百家争鸣、英才辈出的时期”、“科学技术上重大的创造与发展时期”。

### 起始年份
有關戰國的起始年份，史學家一直存在各種爭議，共有7種說法。其中有3種主流說法，分別是三家分晉的前403年、周元王元年的前475年、以及三家滅智的前453年。
爭議點不是先秦時代常見的因為史料模糊而導致不知具體年份的爭議，而是對於哪個具體事件應該作為戰國起始點的爭議。因為戰國這個時期極為特殊，與中國其他歷史時期不同的是，不是因為主要政權變遷而自然形成，而是後世歷史學家人為區分出來的一段時期。
7種說法最大跨度達足足78年，但不論哪種說法，都在西元前5世紀內。可以作為分界線的原因主要有這幾種：
- 事件
  - 三家滅智：前453年（主流說法之一）
  - 三家分晉：前403年（主流說法之一）
- 新周王即位
  - 周元王元年：前475年（主流說法之一，一說前476年）
  - 周貞定王元年：前468年
  - 周哀王元年：前441年
- 接續古籍之後
  - 接續《春秋》之後：前481年
  - 接續《左傳》之後：前468年

以下是根據時間先後排序的所有7種說法：
| 西曆年份 | 傳統紀年         | 定為起始年份原因         | 備註 |
| -------- | ---------------- | ------------------------ | --- |
| 前481年  | 周敬王三十九年   | 接續《春秋》之後         | 呂祖謙《大事記》記載始於周敬王三十九年，接續《春秋》之後。                                                |
| 前476年  | 周敬王四十四年   | 周元王元年（說法一）     | 主要是认同周敬王的在位年數異說，认为其在位年数不到44年，如果按周敬王在位有44年，此说不成立。              |
| 前475年  | 周元王元年       | 周元王元年（《史记》說） | 司馬遷因戰國各國史籍被秦國付之一炬，遂採納秦史書《秦記》所載，定戰國始於周元王元年。                      |
| 前468年  | 周貞定王元年     | 接續《左傳》之後         | 清人林春溥《戰國編年》、黃式三《周季編略》及近人楊寬《戰國史料編年輯証》記載始於周貞定王元年（前468年）。 |
| 前453年  | 周貞定王十六年   | 三家滅智                 | 也有學者認為，前453年三家滅智，七國爭雄局面已經形成，應該以此作為戰國的開始。                             |
| 前441年  | 周哀王元年       | 《孫子兵法論正》         | 近人朔雪寒在《孫子兵法論正》書中提出此說。                                                                |
| 前403年  | 周威烈王二十三年 | 三家分晉                 | 北宋司馬光成書的編年史《資治通鑑》則以三家分晉一事代表周禮崩壞，群雄競逐，而定戰國始於前403年。           |

### 七雄並立
戰國時期諸侯各自為政，相互混戰，諸侯國內外動盪，社會极不穩定。戰國初期東周境內尚有十幾個諸侯國，而以齊、晉、楚、秦、宋五國被推舉為霸主，史稱春秋五霸，春秋末年更有吳王夫差和越王勾踐一度稱霸。
经过春秋时期的长期斗争，晉國国君在春秋末期已经沦为傀儡君主，实权由几个卿大夫家族掌握，春秋末期，智氏、范氏、中行氏和韓、趙、魏等晉國「六卿」又互相兼併，范氏和中行氏被消灭，封地被其他四家瓜分。以智伯瑤為首的智氏，於前455年聯合韓、魏兩家合兵攻趙，把趙襄子圍在晉陽，決汾水灌城。晋阳城即将被攻破时，韓、魏突然和趙氏聯合起來，於前453年消滅智氏，瓜分了智氏的全部土地，史稱三家滅智。不久，三家又將晉公室的土地和人民，除曲沃（今山西聞喜縣）、絳州（今山西翼城東南）外，也都瓜分了。這時的晉國國君之地位降到了三家之下，卑屈到要朝見三家大夫，是為三家分晉。齊國卿族田氏到田完的第五世孫田恆，聯合鮑氏，滅了當時專權的欒氏、高氏二家，並篡奪齊國政權（前386年田氏代齊）。後來燕國崛起，秦國中興，及其它一些小諸侯國陸續被吞併或淪為附庸。到了戰國中期，剩下七個主要大諸侯國秦、楚、韓、趙、魏、齊、燕，被稱為戰國七雄。
小國尚有東周、宋、衛、中山、魯、滕、鄒、費等，至战国时期结束时除被沦为秦之附庸的衛國外，其他諸侯國都先後被七國所吞併。與七雄相毗鄰的還有周邊部族，如北面和西北面的林胡、樓煩、東胡、匈奴、義渠，南面的巴蜀和百越。至秦統一，通過列國的兼併戰爭和自發的經濟、文化交流與遷徙，這些部族多與中原人共同演化為漢族，另一些如林胡、樓煩、東胡等部族則融入匈奴，與後來南方的秦漢統一帝國成對立姿態。

### 戰國前期
戰國時期，鐵器開始出現與使用，取代了石器而與青銅器同時並進使用，更有新兵器如弩等被研發並普及，商業的繁榮促進了貨幣的發展，而春秋時的井田制被取消。农业进一步发展，各国人口增多。手工業的冶鐵、青銅器鑄造、漆器、絲織業的生產水平都有了顯著的提高，各國之間的商業貿易得到大力發展。人口与资源的矛盾加剧。諸侯國兼併土地戰，争夺生存空间，代替了春秋時期政治上的霸權爭奪。
這些發展也使社會結構發生了變化。世襲的等級制度被瓦解，一些過去的貴族失去了地位，而另一些那個時候的平民通過經商或其他的機會致富，甚至成為政治集團中舉足輕重的人物。官僚制度發生了變化。
為了應付這些變化，各國採取了不同的變法。最早开始改革的是魏国。魏文侯在前445年继位后，启用魏成子、翟璜、李悝、乐羊、吴起、西门豹等法家人物，在政治、军事、经济等各领域进行了改革。
法家代表人物之一的李悝被文侯任命为相邦，是文侯、武侯时期變法的关键人物。他吸取各国成文法的长处，编写了《法经》，分《盗法》、《贼法》、《囚法》、《捕法》、《杂法》、《具法》六篇。他提倡“尽地力之教”，要求农民勤劳耕作、提高生产积极性，以增加国家的收入。“平籴法”则是他的另一项重要经济政策，在丰年官府向农民征收一定数量的余粮，遇上荒年就可以把多余的粮食平价输出，以保证粮价稳定。这些措施可以避免农民破产、流徙，维持了社会的稳定，使魏国走上了富国强兵的道路。
约前409年，趙烈侯用相邦公仲連進行改革，在政治、財政用法家，教導用儒家。前382年，楚悼王用吳起實行吳起變法，「損其有餘而繼其不足」，第二年楚悼王逝世，吴起也被楚国贵族乱箭射死。前360年前后，齊國起用鄒忌「謹修法律而督奸吏」實行改革，国力大增，与魏国冲突。齐国以孙膑为军师，发动桂陵之战（前354年）、马陵之战（前342年），战胜魏国。韓國初期曾進行改革，但不徹底，造成一些混亂。前351年，韓昭侯起用申不害，以「術」變法。
前356年和前350年，秦孝公任用商鞅，两次进行变法，史稱商鞅變法，此次变法，尝试用公正的法治，取代世袭的宗法制度，废除旧贵族特权，在思想制度层面注入重公德的价值观念，以耕战立国，重农抑商，编户齐民，使百姓“勇于公战，怯于私斗”，把国家变成了高效的军事机器，而且使得秦国在思想和制度层面领先于东方诸侯，东方各国的人才为得到自由发挥的舞台，纷纷入秦效力，秦国由此成为战国后期最为强大的国家。
前344年魏惠王召集逢泽之会，率诸侯朝见周天子，首先称王。
北方游牧部族与中原的安定发展也息息相关。匈奴、東胡、林胡、樓煩等游牧部族的威胁导致了战国长城的修建，秦、燕、楚、魏等國都修築「限戎馬之足」的萬里長城。

### 合縱連橫
戰國初期魏國先霸於戰國。自从魏文侯任用李悝实行变法，就开始强盛起来。文侯、武侯两世，屡败齐人。西面侵入秦之河西，派李悝、吴起守西河、上郡，一再挫败秦国的进攻。魏武侯死時其子魏罃、魏緩爭位，趙國、韓國乘機發動濁澤之戰，染指魏國，但後來趙、韓聯軍因為內訌而解散，魏罃攻殺了魏緩，是為魏文惠王，簡稱魏惠王，实行改革，更加强盛。前361年，惠王从安邑（今山西夏县）迁都大（今河南开封），故魏國又稱梁國，魏惠王又稱梁惠王，从此更加紧了对宋、卫、韩、赵等国的进攻。
在魏国进一步强大的同时，齐国由于齐威王的改革，秦国由秦孝公任用商鞅，推動商鞅变法而都强大起来。前354年，由于赵国夺去了魏国的附庸卫国，魏国就起兵伐赵，率宋、卫联军围攻赵都邯郸，次年破之。于是，赵国向齐求救，齐威王派田忌为将，孙膑为师，前往救援。孙膑认为魏国的精锐部队在赵，内部空虚，乃引兵疾走大梁，魏军回救本国，齐军乘其疲备，一举解赵之围而收弊于魏（《史记·孙子吴起列传》），在桂陵（今河南长垣西南）取得大胜，生擒其主帅庞涓（《孙膑兵法·擒庞涓》）史稱「圍魏救趙」。但在前352年，魏惠王调用了韩国军队联合打败了齐、宋、卫的联军，齐国不得已向魏求和。次年，魏国便迫使赵在漳水之上结盟，并把邯郸归还赵国，魏在东线取得了胜利。
此时的秦国，于前354年打败魏军于元里，攻取了河西的少梁；前352年又攻入魏的河东，一度攻取了安邑；次年又包围固阳，迫使归降。后来，魏国和齐、赵先后结盟讲和。到公元前350年，魏又回头向秦反攻，曾围攻上郡的定阳（今陕西延安市东），结果秦孝公在彤（今陕西华县西南）与魏惠王相会修好，因而魏在西线也取得了胜利。
魏惠王二十六年（前344年），魏惠王与泗上十二诸侯在逢泽之地会面，率十二国诸侯朝见周天子。但後來在前341年馬陵之戰，慘敗給齊軍，太子申被杀。前340年的吳城之戰，魏国被秦商鞅擊敗，主帅被俘，不久被迫将河西割于秦国，数戰皆敗的魏國一直也再沒有復興起來。
前314年，燕国因子之的統治内乱，齐国攻破燕国，后在燕人反叛及各諸侯國的壓力之下，齐国被迫退兵。此后燕国由燕昭王即位，广纳贤才，图谋向齐国复仇。
楚國於前313年至前311年間三次大戰秦國都失敗。但却在前306年趁越国内乱，攻占了吴国旧地，但之后数次被越国收复。在与越国的长期战争中，国力亦有削弱。
前307年，赵武灵王实行胡服骑射，使赵国的军事实力大增，中山為趙所亡，中山王被放逐至膚施。前287年，赵、魏、韩、燕、楚五国军队联合攻秦，秦被迫割地给赵、魏以求和。
前286年，齊國攻滅被諸國垂涎的宋國，引致燕、秦、韩、赵、魏五國聯兵於前284年圍攻，齊軍於濟西迎擊卻被聯軍重創，齊兵退守臨淄，臨淄被燕軍攻陷，齐湣王出逃，輾轉到齊的莒，楚軍出兵佯稱救齊，齊湣王被楚將淖齒杀害，城內軍民奮起殺死淖齒，齊失七十餘城，只餘下莒（今山东日照市莒县）和即墨兩座城池。前278年，燕昭王死，太子燕惠王即位。齐国即墨守将田单施反间计，使燕惠王撤掉大将军乐毅。田单以火牛阵奇襲大败燕军，齐国趁势复国，但国力大衰，开始走向没落。
前280年楚国逆长江上游攻秦，欲收回巴国旧地，结果遭秦反攻。前279年楚国被秦軍於鄢郢之戰（今湖北宜城东南）大破，幾十萬軍民被白起放水淹死，前278年連首都郢也被秦將白起所攻陷，被逼遷都到陳，楚国诗人屈原痛感国家沦亡，投汨罗江自尽。前241年，楚国又遷都到壽春，躲避秦軍，再也沒有能力對抗秦國。

### 秦统一六国
前271年，客卿张禄（即范雎）向秦昭王献「远交近攻」之策。秦昭王接纳，于前262年出兵伐韩，切断上党郡与韩都城新郑的联系。韩国欲将上党郡割给秦国，但是上党军民不从，向赵国求救。赵派老将廉颇率军驻守长平，声援上党。
前260年，秦国大将王龁夺取上党，与廉颇军在长平对峙，双方僵持达四月之久。秦国施以反间计，使赵国以年轻的将领赵括代替廉颇，同时秘密调来大将白起。长平之战以赵军惨败，四十万降卒被坑杀为结局，从此东方六国再也无力抵抗秦国的进攻。
前258年，魏信陵君、趙平原君、楚春申君大破秦軍於邯鄲城下，信陵君也於後來率軍於函谷關外大勝秦軍，但這些已不足令秦國衰落。
前256年，周赧王病逝，秦国攻入雒邑，西周君投降，周朝灭亡。前249年，秦相邦吕不韦又带兵灭掉了位于巩邑（今河南省巩义市康店镇）的東周君。
前230年，韩国先被秦灭。
前228年，灭赵。
前225年，灭魏。
前223年，灭楚。
前222年，灭燕。
前222年，灭越国。
前221年，灭齐，统一中原。
秦灭六国後，秦始皇焚書坑儒，使战国时期的历史记载毁灭，以致西汉中叶的司马迁在编纂《史记》时，难以找到依据。

## 军事與技术
战国时期的连年混战使军事理论和技术得到了很快的发展。戰國初期魏國名將吳起所著《吳子兵法》、戰國中期縱橫家鼻祖鬼谷子所著《捭闔策》及其弟子齊國名將孫臏所著《孫臏兵法》就是这个时候出现的。

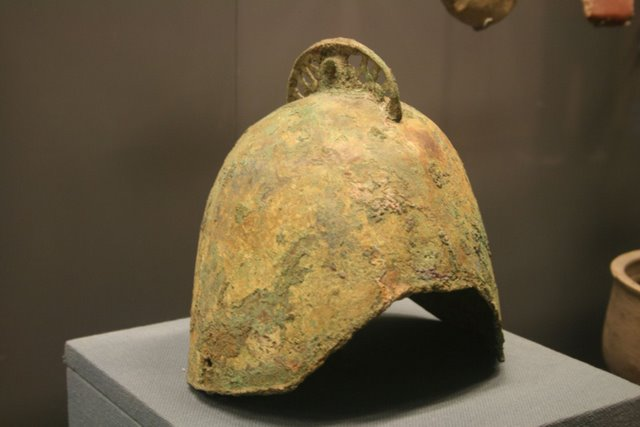
燕國士兵頭盔
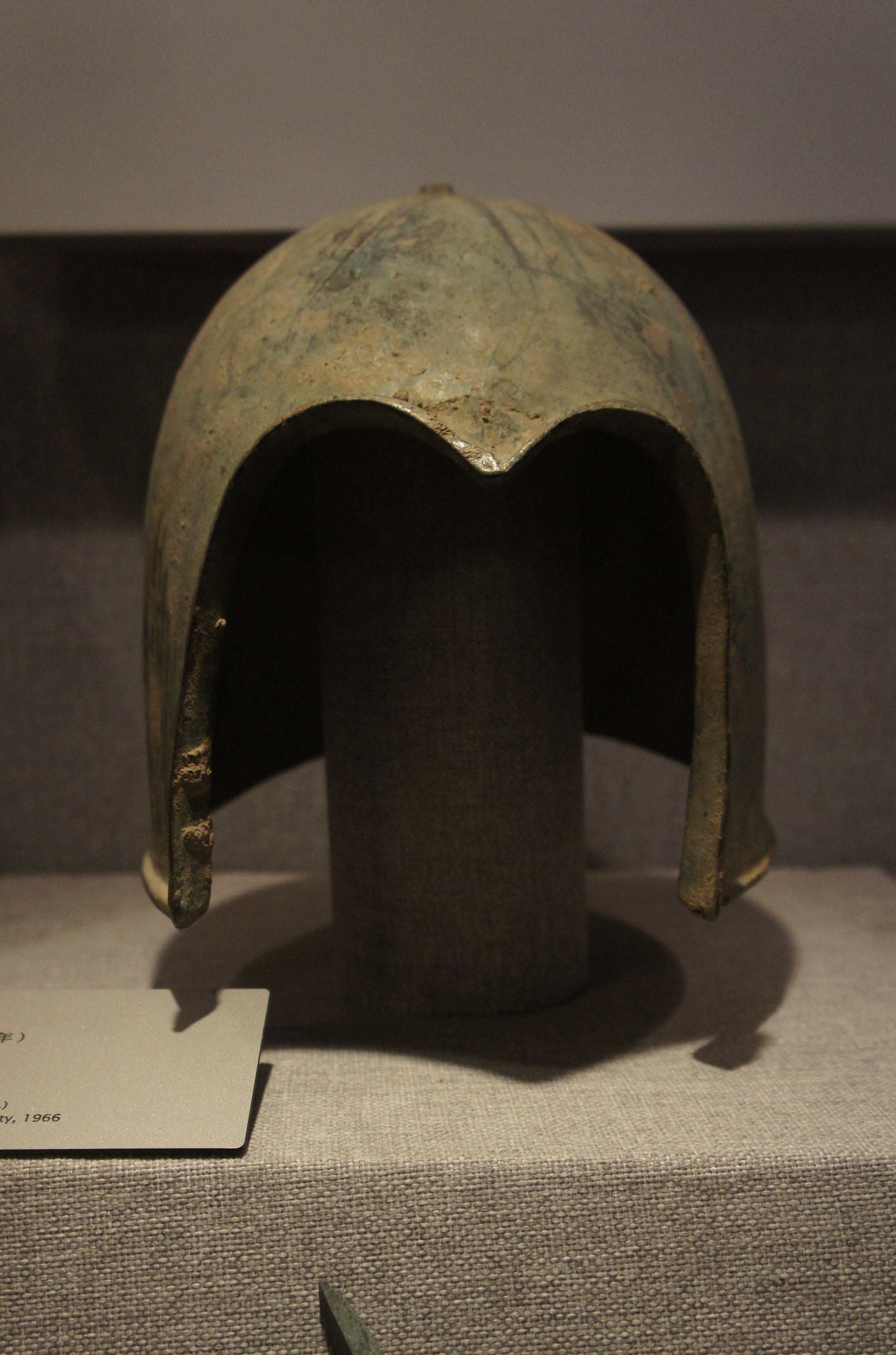
不明國籍的青铜头盔
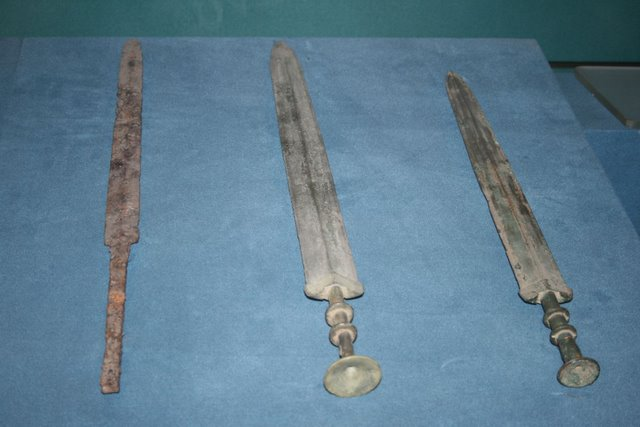
出土的罕见鐵劍
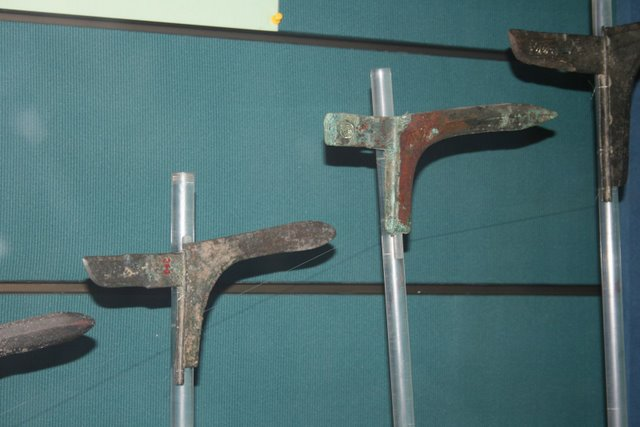
青銅戈
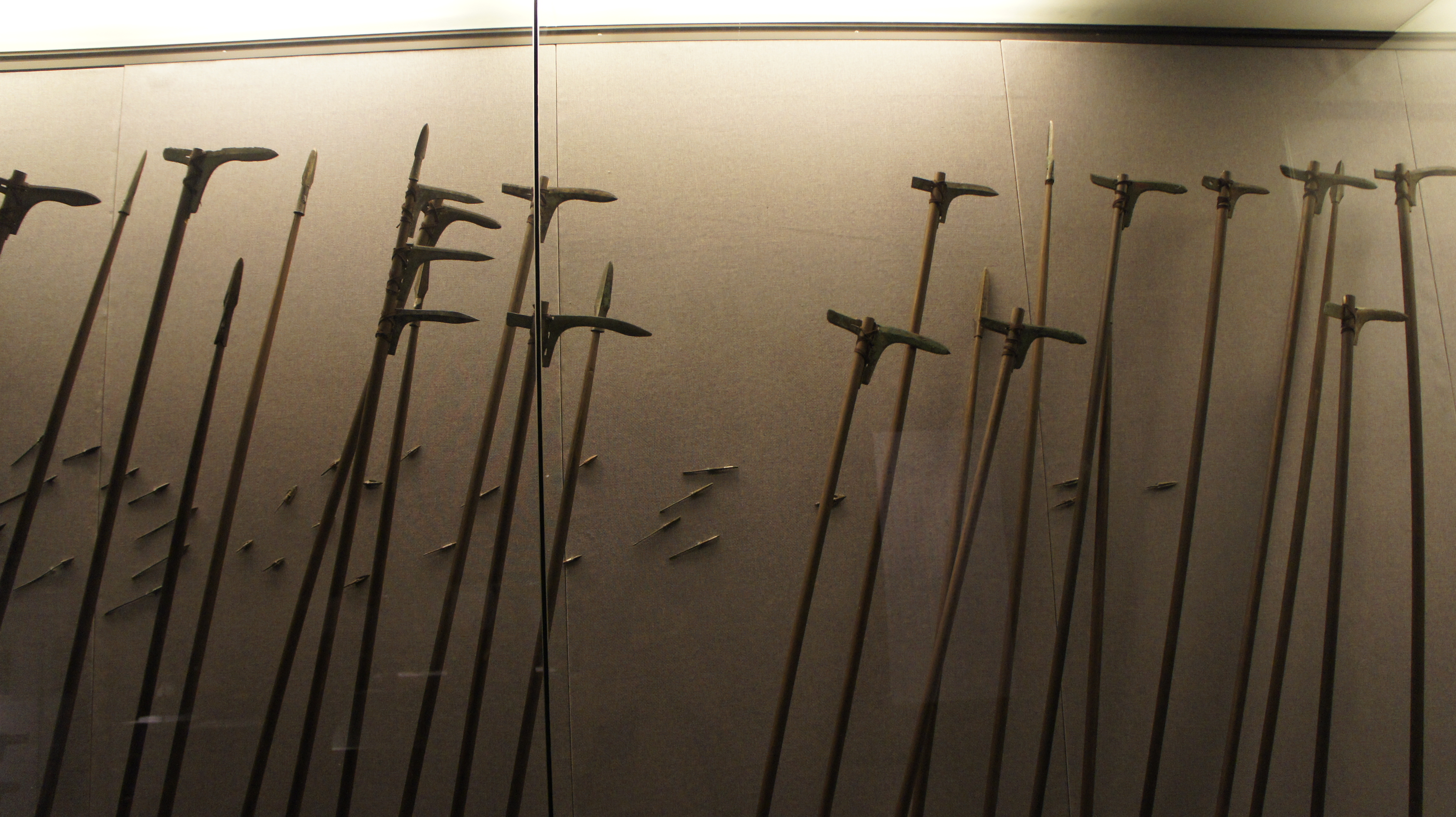
戈，春秋战国至秦汉最为常见的中国武器。
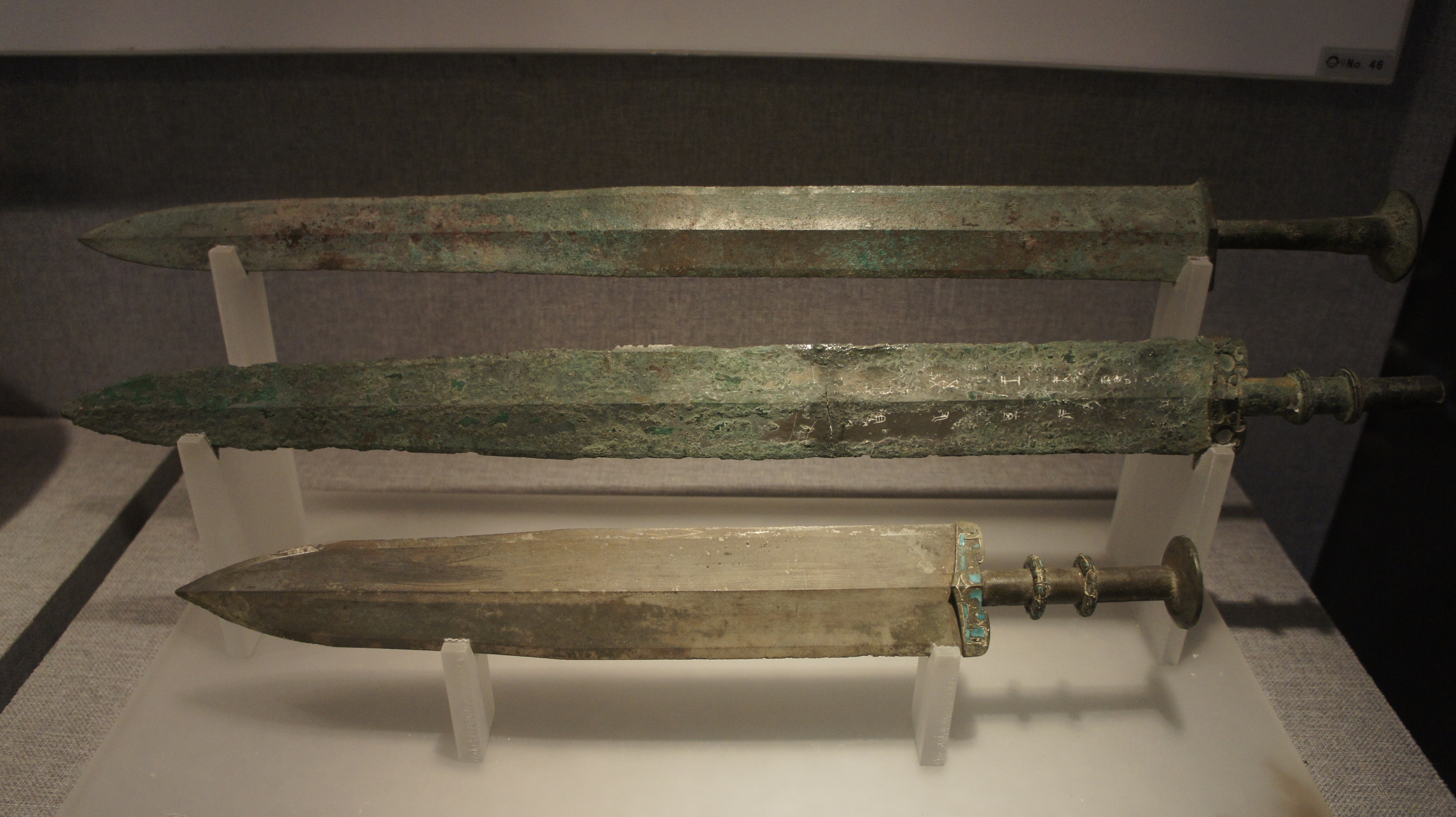
戰國青銅劍

## 文學與思想
战国时期，出现了诸子百家，这是中国思想、学术发展的黄金时期，史称「百家争鸣」。
- 李悝、吴起、商鞅、申不害、慎到、乐毅、韩非的法家在战国时期独步天下。
- 楊朱學派的為我、貴己，拔一毛以利天下不為也。
- 墨子（约前479年—前381年）的墨家主張兼愛、非攻、尚贤、节用。
- 張儀、公孫衍、蘇秦和范雎等縱橫家，以謀略游說天下。
- 孟子（前372年—前289年）的儒家主张守旧。
- 許行的農家主張君民並耕而食。
- 惠施、公孫龍、鄧析子等名家主張辨別「名實同異」的邏輯。
- 庄子（约前369年—前286年）发展道家的無為而治。
- 鄒衍（约前305年—前240年）的陰陽家提倡「五德終始說」。
- 兼取各家學說的雜家，以《呂氏春秋》的帝王學為代表，還有喜歡引用歷史典故和寓言故事的小說家虞初、燕丹子，世稱「九流十家」。

## 建築

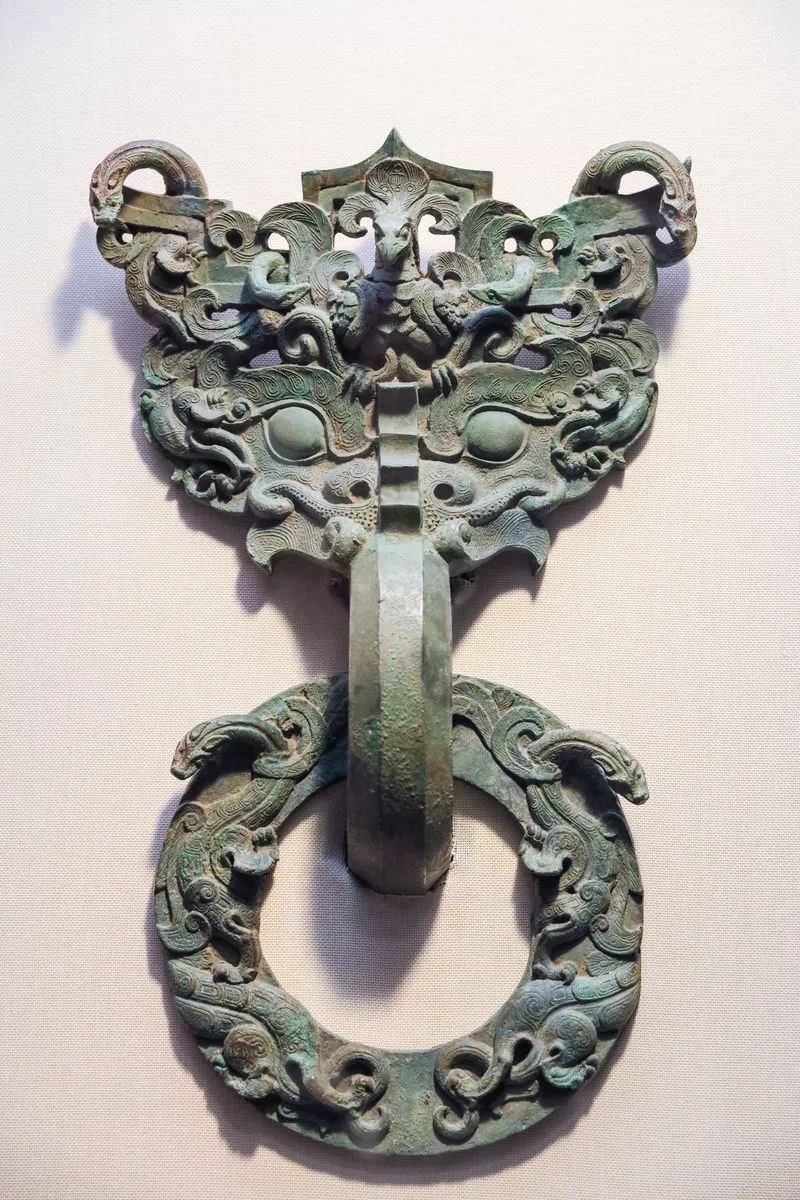
燕下都遗址出土雕龙凤纹铜铺首尊

战国铜器上刻镂或模铸的建筑图象，以河南省辉县出土的铜鉴和上海博物馆收藏的燕乐纹铜桮较重要。辉县铜鉴上表现有魏国贵族狩猎和献禽于庙、社的内容。其中刻的一座大建筑，左右列钟磬，可能是宗庙。图中器皿均画成剖面图，建筑上刻画出梁枋断面和人在室内的活动，看来也是剖面图。建筑底层中央是土台，四周有单坡的廊庑。二层在土台顶上为心室，立中心柱（古称「都柱」），外加辅柱，承三层楼板；心室四周也有廊庑，其外有挑出的平坐，周以栏杆，用小柱支在下层廊顶上。三层中心有心室，四面有四堂，上为四阿屋顶。顶层四周也挑出平坐。整座建筑是建在高一层的土台上的三层台榭建筑，各柱头上都画有斗栱。山西省长治市和南京市六合区出土的两件战国铜匜上所刻建筑，与辉县铜鉴基本相同，都是二层或三层台榭建筑的剖面图。 
至於战国的燕乐纹铜桮上錾有三座建筑图形，其中两座建在高一层的台子上，台四周有女墙，女墙下有登台的磴道，上有人物捧食器登上磴道。台上建筑均为单层，柱有纹饰，柱头有栌斗。从建筑物的地面、屋面画矩形方格和女墙悬浮于磴道之上的情况来看，也是剖面图。它表现的是一座高台，壁上有门洞，洞内为磴道，从台面所留井口处登台。臺顶建筑四周为坡顶，画出瓦垄，中间平的部分画矩形格，可能是表示铺几层土坯的平屋顶。

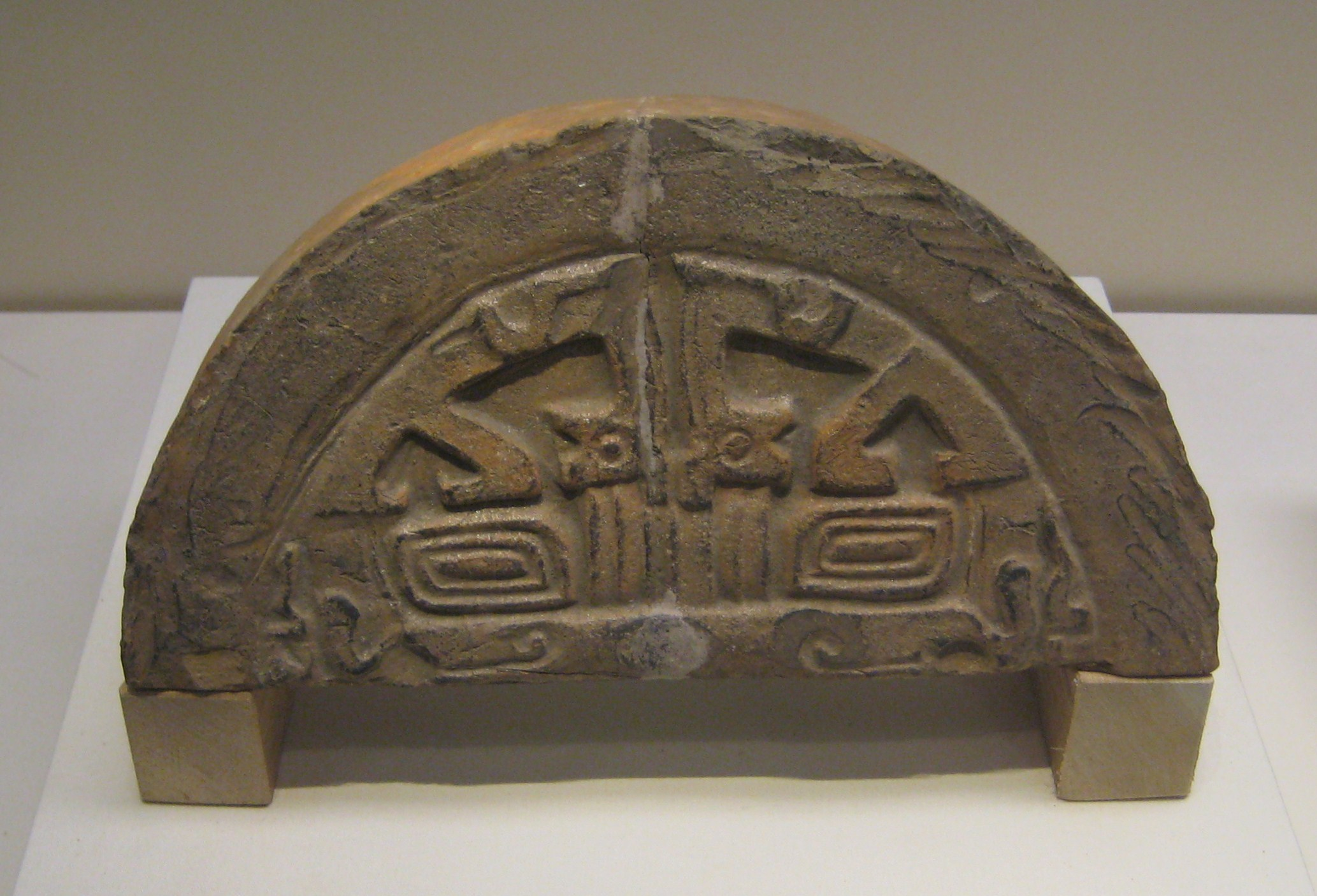
燕下都遗址出土瓦当
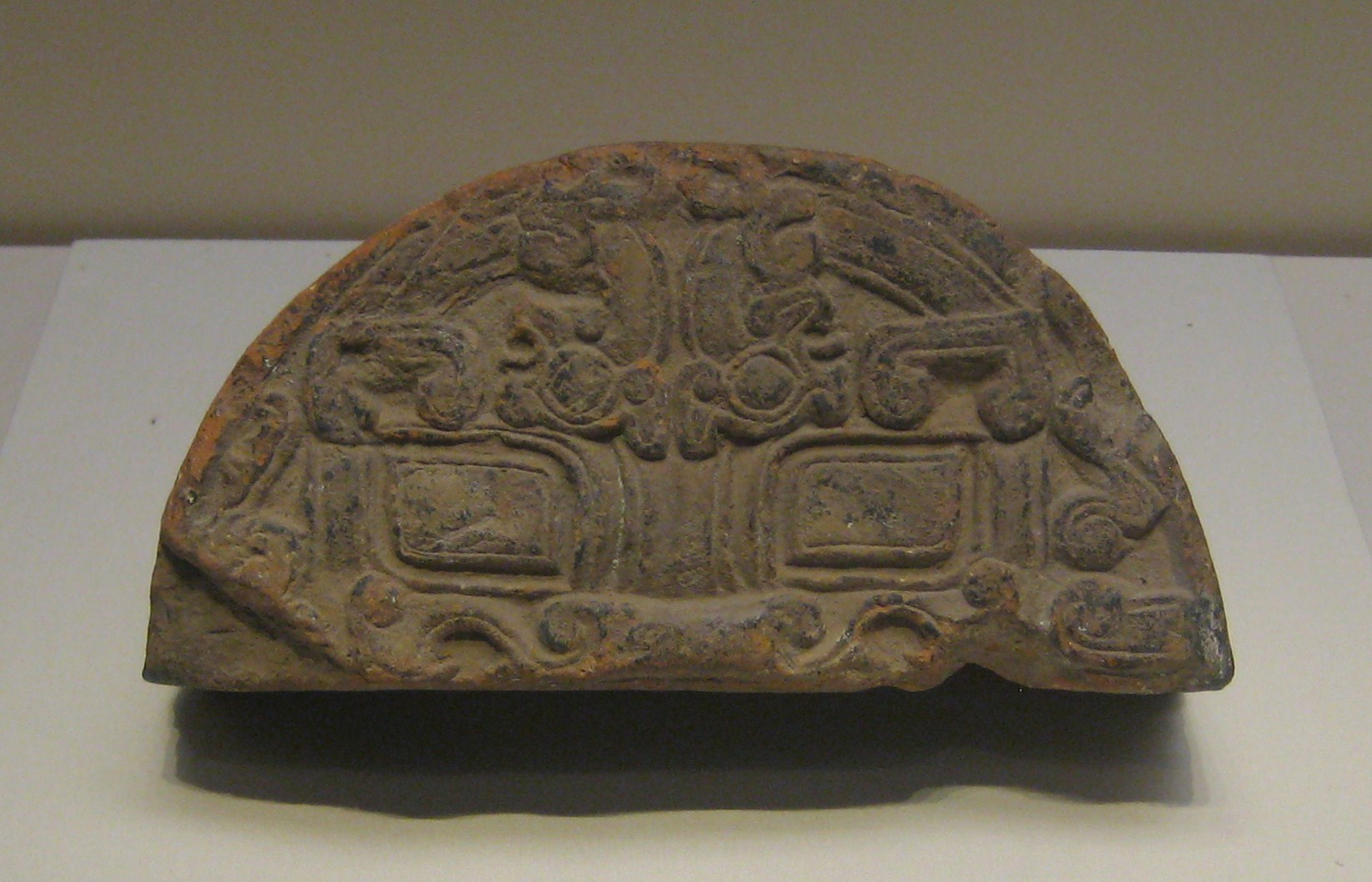
燕下都遗址出土瓦当

### 水利
今日的四川都江堰。戰國時期秦國李冰在岷江上興建都江堰，不僅可防止水患，更使成都平原成為富庶之地，被誉为“天府之国”。战国末期，韩国水利工程师郑国为秦国修筑郑国渠，灌溉关中四万余顷土地，为秦灭山东六国打下坚实基础。

## 经济

### 农业
战国时期，井田制彻底瓦解，土地私有制确立。各国的改革或变法运动法制化了这一转变。秦国在商鞅变法后，“除井田，民得卖买”，赵国大将赵括把君主赏赐给他的金箔“归藏于家，而日视其便利田宅可买者买之”。
随着铁制农具的发明利用，农业生产力在春秋末战国初有了飞跃发展。铸铁冶炼技术和铸铁柔化技术的发明，铁制的农具得以普及，进而促进了农业的发展上升到了另外一个台阶。
当时主要的粮食作物有“五穀”，目前有两种主流说法，一说麦、菽、稷、黍、麻，一说麦、菽、稷、黍、稻。
稷是小米，五穀之长，是中原地區的主食，禾是粮食作物的统称，前人对于黍和稷的认识很不一致，麦有大麦和小麦之分，而小麦分为春小麦、冬小麦：春小麦是在春天播种，秋天收割，冬小麦在仲秋播种，孟夏收获。冬小麦在春秋时代得到了推广，进入战国时代，在黄河流域和长江流域冬小麦已经是很普遍了。豆在战国之前被称作「菽」，有大菽与小菽之分，大豆（大菽）因其抗旱能力强，对气候和土壤的要求也不是很高，可在春秋两季播种，成了人们的主食，麻也是古人的一种粮食。
土壤的肥沃与否与收成的好坏有密切的关系，战国时人们根据土壤不同的色泽、性质、和肥沃度有壤、埴、坟、垆、黎、涂泥等之分。壤有有黄白两种，坟也分黑白赤等。整理于战国时代的《禹贡》曾对旧时各地区的土壤情况作了描述，包括土壤大类型，田地的等级。

### 手工业及藝術品
战国时期青铜业仍在发展，冶铁业取得的进步也较大。另外漆器、陶器、车船的制造也有发展，文献记载秦国的战船“乘夏水，浮轻舟，强弩在前，铣戈在后”。民间手工业以制造商品为主。
戰國時代的手工藝術製作水準相當高。之所以有如此高的創作水準，可能是藝術品買賣風氣愈盛，以及各國相互競爭的結果。於湖北隨州的曾侯乙墓為著名的戰國早期考古地點，墓中挖出了一萬五千多件文物，包括：青銅祭器、鐘、兵器、漆器，以及木、竹製品。青銅器及陶器上以翅膀彎曲的鳥以及龍為主要的裝飾圖案，可見當時已接觸到匈奴等亞洲草原文化。

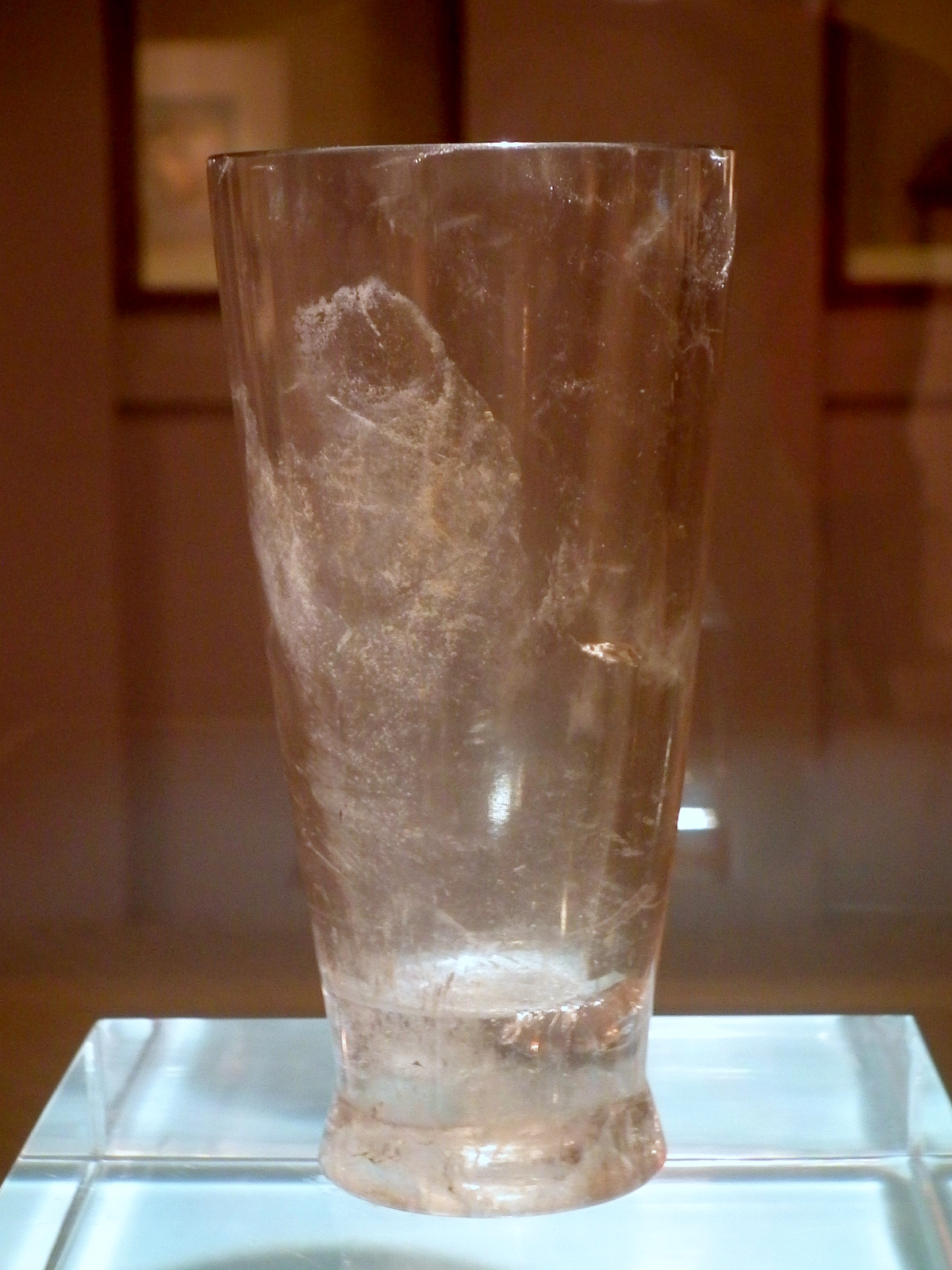
战国水晶杯
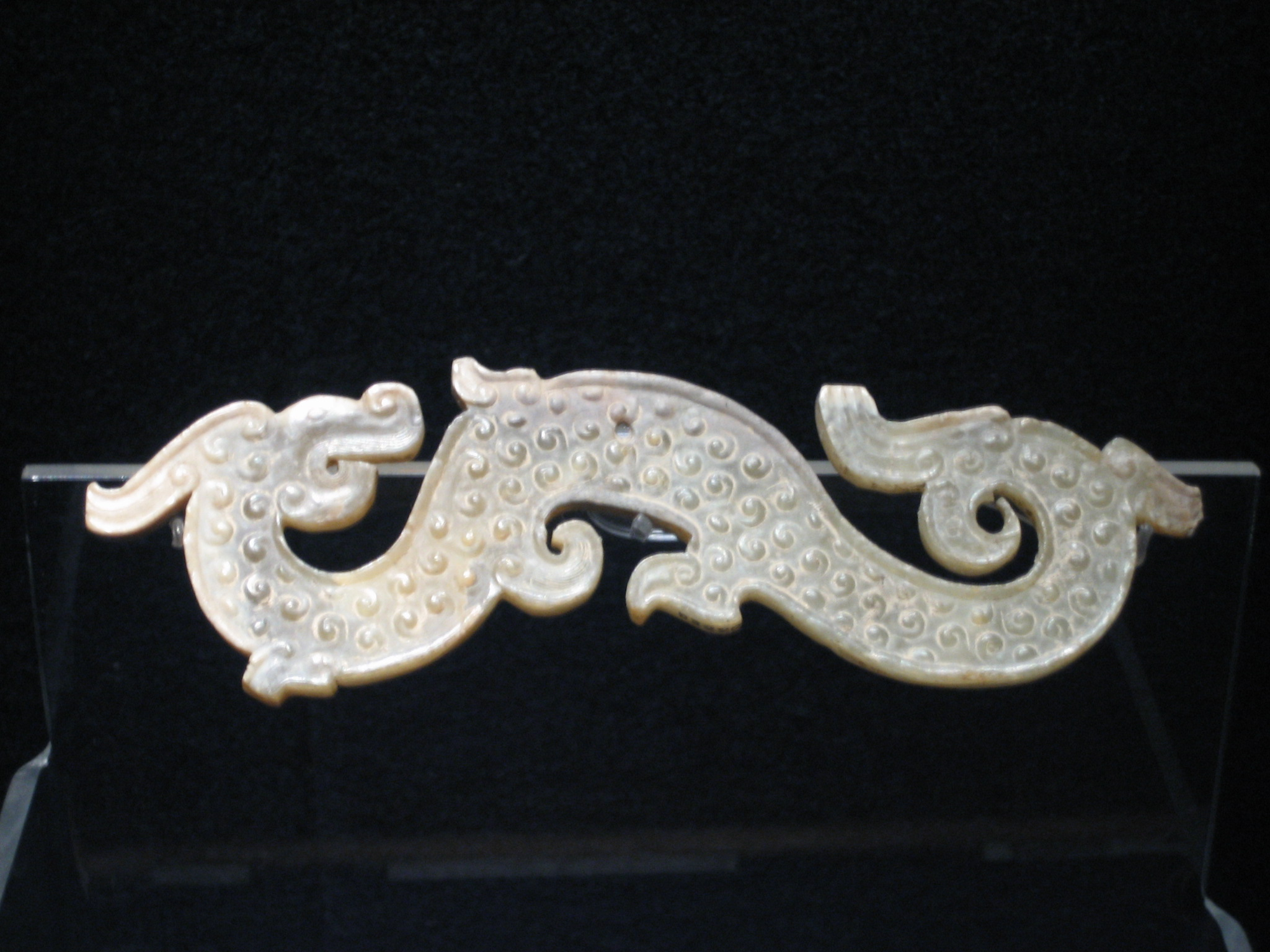
戰國龍紋玉珮
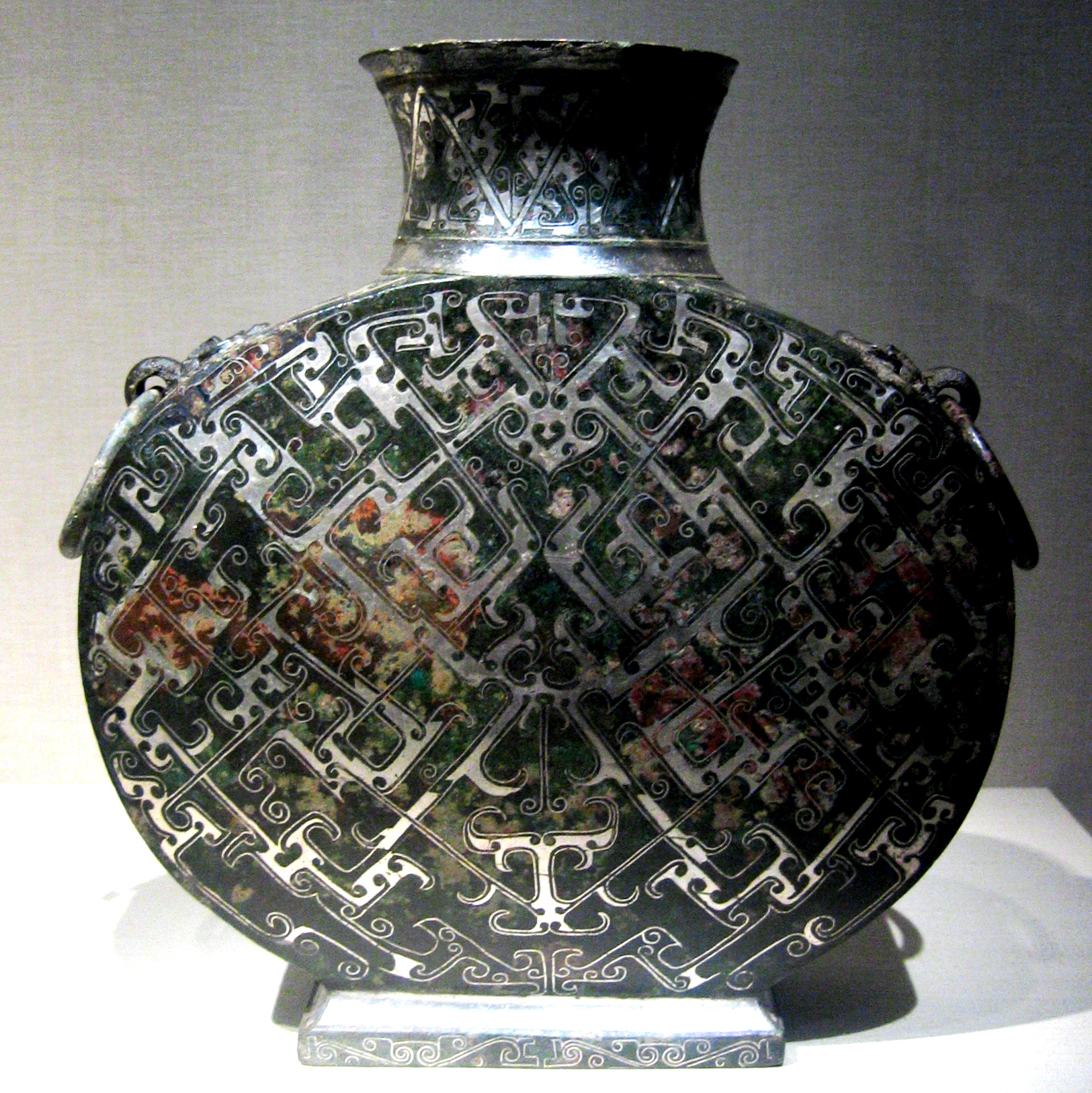
青銅鍍銀雙耳壺
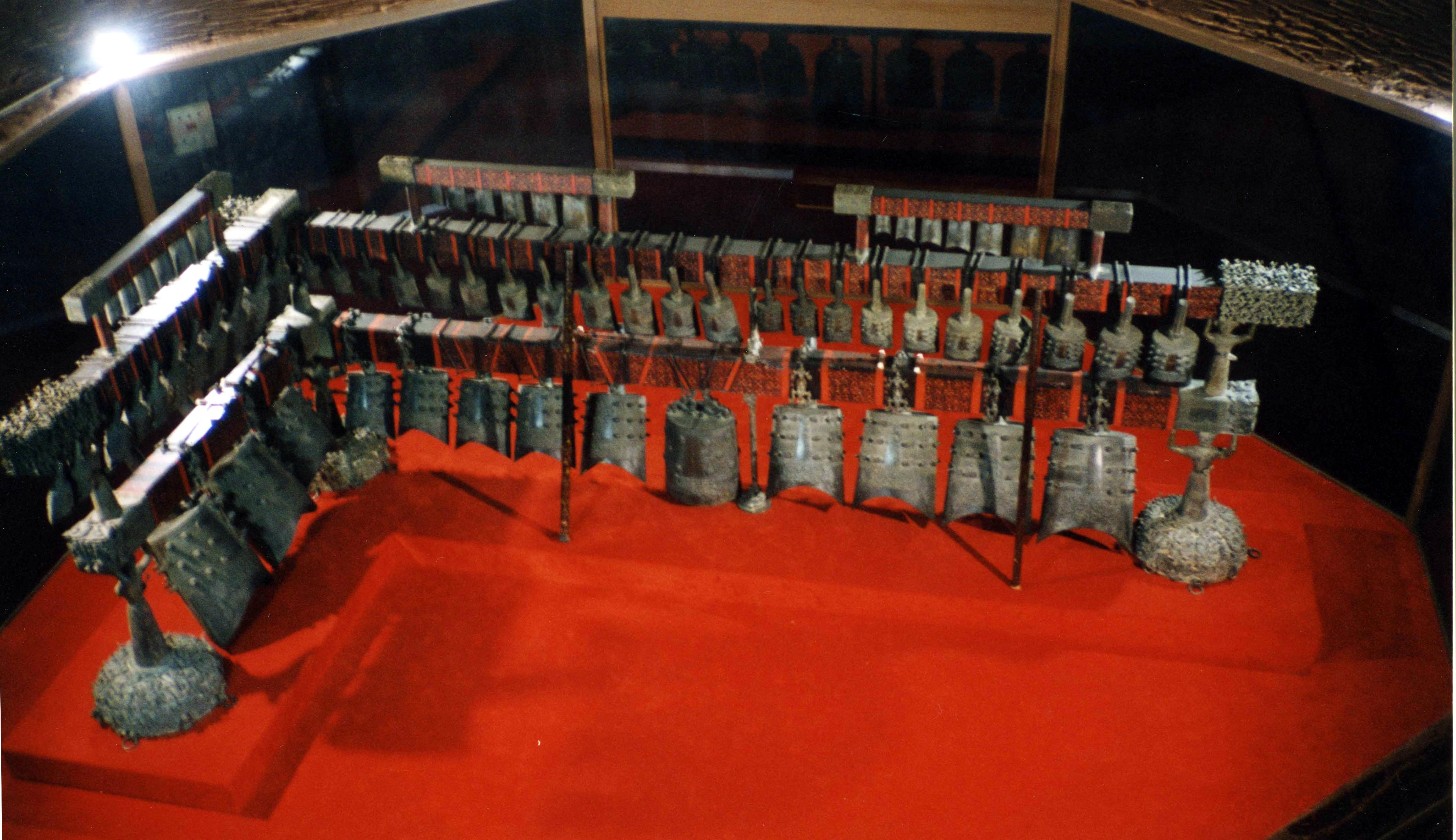
曾侯乙墓出土的編鐘
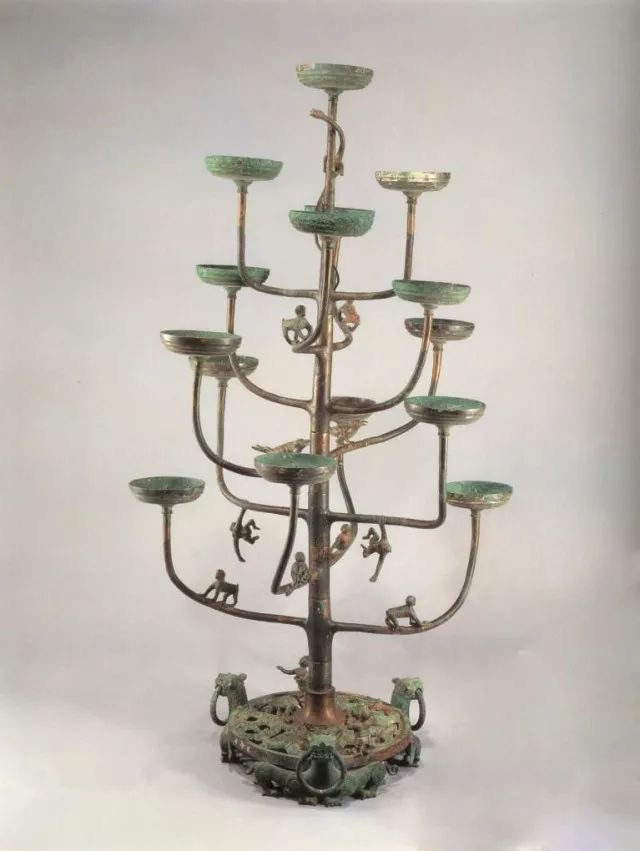
战国中山王墓出土的十五连铜灯盏

### 商业
战国时期各国大量铸造金属货币。趙國、魏國、韓國的货币主要是像铲的布币，齐国、燕国则主要用刀币，秦国和周使用中间有圆孔的圜钱，楚國使用蟻鼻錢，各国建立了各自统一的度量衡制度。

## 後世影響

### 日本戰國
日本室町幕府後期，群雄大名割據。16世紀時，甲斐國（今山梨縣）大名武田信玄所制定的分國法《甲州法度次第》第二十條中出現的「天下戰國之上（天下戦国の上は）」一句。換言之，生在被後人稱為「戰國時代」的人們，當時已有「如今是戰國之世」的認知了，可證明“战国”一詞影響了當時日本亂世的時情。

### 影視作品
戰國時代各國互相征戰，以戰國時代為背景之動作或武打之電影不少，例子如下：

### 電影
《马陵道》
是1965年由香港新联影业出品的一部历史故事影片。影片展现了孙膑与庞涓斗智以及公元前342年齐魏马陵道决战的故事。
《英雄》
是2002年由中國大陸導演張藝謀執導的一部武俠片。电影主要讲述战国末期，七雄并起，惟秦国最为强大，急欲吞并六国，一统天下。为对抗秦国的吞并，六国各地侠客欲刺杀秦王的故事
《江山美人》
是2008年的一部由程小東執導的史詩式愛情古裝電影。故事並無詳細說明確實年代，推斷為前306年趙武靈王推行胡服騎射，騎兵正式用於軍隊之後，前222年秦國滅燕國及趙國之前（前306年-前222年之間）。
《大兵小將》
2010年上映的電影，成龍編劇兼主演、丁晟導演。故事並無詳細說明確實年代，故事講述韓國及趙國被秦國滅之後之戰國時代，推斷為前222-前221年。
《墨攻》
2006年香港主创的一部古装战争电影，改编自日本作家酒见贤一的同名小说《墨攻》（曾被改编为漫画，香港出版时名为《墨子攻略》），由中国内地、香港、台湾、日本、韩国五地合作拍摄，投资额为1600万美元。导演为张之亮，监制是徐小明，董玮为动作指导。刘德华、范冰冰、王志文、安圣基、吴奇隆、崔始源主演，中国大陆和香港于2006年11月23日公映。

### 連續劇
《大秦帝國》
- “大秦帝國之裂變”，系列歷史劇的第一部；故事主軸為商鞅變法，講述戰國時代秦國由弱轉強，在戰國初期列強環伺內憂外患下的蛻變過程。
- “大秦帝國之縱橫”，系列歷史劇的第二部；商鞅變法以後，秦國邁入嶄新時期。此時的秦國，在戰國舞臺上，已屹立起不容列國小視的身影，也面臨新的挑戰。
- “大秦帝國之崛起”，系列歷史劇的第三部；講述了秦昭襄王期間帶領秦國崛起，令六國衰落的故事。
- “大秦帝國之天下”，系列歷史劇的第四部；講述了秦昭襄王、秦孝文王去世後，秦王嬴政在位期間，秦國掃平六國、一統天下的歷史故事。

《西風烈》
描述了戰國末年秦國與趙國之間的歷史故事。
《荊軻刺秦王》
《荊軻傳奇》
2004年電視劇，根據荊軻的故事改編的故事。
《羋月傳》
2015年電視劇，講述從身份低微的楚國庶公主成為史上第一位太后的故事。
《皓鑭傳》
2019年電視劇，講述秦始皇之母趙姬與秦莊襄王、呂不韋之間的故事。

### 动漫画
《秦时明月》
《王者天下》

### 引用
1. ↑  儒家學者. . . 戰國時期. “今天下車同軌，書同文，行同倫。”（天下：社會。同：統一。大意：“目前社会车辆有统一的道路，书籍有统一的文字，行为有统一的伦理。”）
2. ↑  ［清］王夫之 撰；舒士彦 點校：《讀通鑑論·卷末·敍論四·一》，中華書局，1975年7月，第1版，第954頁.
3. ↑  宮崎市定 著，邱添生 譯：《中國史》（台北：華世出版社，1980），頁39-40.
4. ↑  亦可参见 宮崎市定：《中国上代は封建制か都市国家》，《史林》32卷2号；贝冢茂树：《中国の古代国家》，弘文堂，1952年
5. ↑  伊藤道治：《中国社会の成立》，讲谈社，1977年，转引自王震中：《中国古代国家的起源与王权的形成》，中国社会科学出版社，2013年，6第1页.
6. ↑  “奴隶制和封建制的分期，我变动过几次，最后定在春秋战国之交。近来又考虑了一下，觉得还是这样分期要适当些。”郭沫若：《关于中国古史研究中的两个问题》，《历史研究》1956（6），转引自于沛、李红岩：《马克思主义史学思想史》（第4卷）
7. ↑  “杨宽先生的《战国史》一书，总共有过三个版本：1955年初版，1980年再版，1997年又随着考古工作的巨大进展，新资料层出不穷而重加修订、补充和改写。每次再版，都增加很多内容，篇幅从初版的二十多万字，扩到二版的近四十三万字，三版更增加到五十六万字，经过近半个世纪的不断充实和提高，内容大为翔实丰富，观点愈见显豁精审。作者以如椽的史笔，展现出战国时期这一‘古今一大变革之会’，社会激荡，政体革新，群雄并起，百家争鸣的纷异多彩的历史长卷，以全新的面貌，成为国内外学术界极为注目的断代史权威著作。有学者这样评价:‘这部断代史研究的经典，不仅可以看作上一世纪古史研究高水准成果的一个纪念，又为学界新人提供了具有标范意义的学术样板。’”参见高智群：《编后记：一世学术 一代大家》，载于杨宽：《先秦史十讲》，复旦大学出版社，2008年，第445页.
8. ↑  杨宽：《战国史》，上海人民出版社，1998年，前言部分1-9页
9. ↑  「秦既得意，燒天下《詩》、《書》，諸侯史記尤甚，為其有所刺譏也……獨有《秦記》，又不載日月，其文略不具。然戰國之權變亦有可頗采者。……余於是因《秦記》，踵《春秋》之後，起周元王，表六國時事，訖二世，凡二百七十年，著諸所聞興壞之端。」《史記·六國年表》
10. ↑  「前453年由三家瓜分晉國的局面便已形成，但直到前403年，韓、趙、魏三家才敢封侯，因此考量到以周王元年為斷代點此一條件，自然以周哀王元年，也即前441年為戰國時代的起點為最適當的選擇了。」《孫子兵法論正》
11. ↑  「嗚呼！君臣之禮既壞矣，則天下以智力相雄長，遂使聖賢之後為諸侯者，社稷無不泯絕，生民之害糜滅幾盡，豈不哀哉！」《資治通鑑·卷第一》
12. ↑  钱穆，《国史大纲》，北京，商务印书馆，1991年：第73页. ISBN 7-100-01766-1.
13. ↑  《汉书·食货志上》
14. ↑  《史记·赵奢列传》
15. ↑  六穀见于《周礼·膳夫》
16. ↑  九穀见于《周礼》的《大宰》和《仓人》
17. ↑  《战国策·燕》
18. ↑  藝術與建築索引典—戰國時代 的存檔，存档日期2011-12-01. 於2011 年3 月18 日查閱
19. ↑  Sansom, George B. 2005. A History of Japan: 1334-1615. Tokyo: Charles E. Tuttle Publishing.